# Climacia chilena
Climacia chilena är en insektsart som beskrevs av Parfin och Gurney 1956. Climacia chilena ingår i släktet Climacia och familjen svampdjurssländor. Inga underarter finns listade i Catalogue of Life.